# 皖南龍屬
皖南龍屬是種基礎厚頭龍亚目恐龍，化石發現於中國安徽省，地質年代為上白堊紀坎潘階，約8000萬年前。模式種是巖寺皖南龍（W. yansiensis），是由中國古生物學家侯連海在1977年所敘述、命名。
皖南龍的化石是一個部份骨骸，包含一個部份頭顱骨頂部、下頜、股骨、脛骨、一個部份肋骨、以及其他碎片。因為皖南龍擁有平坦的顱頂與大型窩孔，牠們被認為是原始的厚頭龍類恐龍。皖南龍有時被分類於平頭龍科，平頭龍科現在被認為是群缺乏圓形顱頂的厚頭龍類非天然集合群。  
皖南龍的化石來自於非常小的個體，股骨長度為8公分，身長估計少於1公尺。癒合的頭顱骨顯示該化石死亡時已經是成年個體。如同其他的厚頭龍類，皖南龍可能是植食性(實際上要到中生代末期才有草等禾本科植物，所以不能稱為草食性恐龍)或雜食性，以接近地面的多樣性植物為食，可能還有昆蟲。